# Scaphoideus aurantius
Scaphoideus aurantius  (лат.) — вид цикадок рода Scaphoideus из подсемейства Deltocephalinae (Cicadellidae). Япония (Ryukyus: Iriomote Is.).

## Описание
Цикадки размером около 4 мм: самцы 4,0—4,1 мм, самки 4,7 мм. Голова слегка уже пронотума. Основная окраска желтовато-коричневая с тёмными отметинами (фронтоклипеус палевый с 4 поперечными черноватыми полосками у переднего края; пронотум коричневато-оранжевый; мезонотум оранжевый в апикальной половине и палевый у основания). Пронотум в 2,2 раза шире своей длины, и слегка длиннее, чем мезонотум. Стройные, узкие, с довольно сильно закругленно выступающей вперёд головой. Переход лица в темя закруглённый, темя узкое. Scaphoideus aurantius был впервые описан в 2013 году в ходе ревизии региональной фауны японскими энтомологами Сатоси Камитани (Satoshi Kamitani; Entomological Laboratory, Faculty of Agriculture, Университет Кюсю, Фукуока, Япония) и Масами Хаяси (Masami Hayashi; Department of Biology, Faculty of Education, Saitama University, Сайтама, Япония). Сходен с видами Scaphoideus festivus и Scaphoideus varius Matsumura, отличаясь от них деталями строения гениталий самца.